# レムの戦い
レムの戦い（レムのたたかい、英語: Battle of Raismes、レームの戦いとも）、またはコンデの戦い（コンデのたたかい、英語: Battle of Condé）、サン＝タマンの戦い（サン＝タマンのたたかい、英語: Battle of Saint-Amand）はフランス革命戦争のフランドル戦役中の1793年5月8日、オーギュスト・マリー・アンリ・ピコー・ド・ダンピエール率いるフランス軍とフリードリヒ・ヨシアス・フォン・ザクセン＝コーブルク＝ザールフェルト率いる第一次対仏大同盟軍の間の戦闘。
この戦いは同盟軍が勝利した。

## 背景
ネールウィンデンの戦いの敗北、そしてシャルル・フランソワ・デュムーリエの寝返りにより、ネーデルラントにおけるフランス軍は規律が乱れ、甚だしく弱体化した。新しい指揮官オーギュスト・マリー・アンリ・ピコー・ド・ダンピエールは情勢が危険であることに気づいており、フランス国境に近く、要塞化されたファマールに撤退した。敵軍はよく組織されている上に人数も自軍を上回り、一方の自軍は士気が低下していて疲労がたまっており、さらに本国からの派遣議員に反逆の疑いをかけられていた。
一方の同盟軍ではコーブルク公率いるオーストリア軍のほか、アレクサンデル・フォン・クノーベルスドルフ率いるプロイセン軍とヨーク・オールバニ公フレデリック率いるイギリス＝ハノーファー連合軍が味方についていた。しかし、進軍の前に国境の要塞線を対処しなければならないと考えていたため、大規模な進軍の予定はなかった。そのため、コーブルク公はダンピエールの軍勢がいかに弱いかを知らずに、コンデ包囲戦にとりかかった。
コーブルク公の右翼はオラニエ＝ナッサウ公子ウィレム・フレデリック率いるオランダ軍6千とオーストリア軍3千で、フュルネー、イーペル、メーネンに陣地を構えていた。トゥルネーではヨーク公率いるイギリス軍2千5百とほぼ同数のオーストリアとプロイセン軍がおり、スカルプ川沿いのモールデ、ルセル、サン＝タマン＝ル＝ゾーではクノーベルスドルフ率いるプロイセン軍8千がいた。フランソワ・セバスチャン・シャルル・ジョゼフ・ド・クロワ率いる軍勢1万2千はヴィコワニー（Vicoigne）とレムでコンデの南を封鎖していた。ヴュルテンベルク公フリードリヒ2世オイゲンは軍勢5千でコンデを北から包囲した。コーブルク公の本軍1万5千はコンデの南、オンナンにいた。そして、マクシミリアン・アントワーヌ・ド・バイエ・ド・ラトゥール率いる6千人はコンデの東のベティニーに駐留、モブージュをにらんだ。
ダンピエールは駐留軍のほかには右翼のダルヴィル率いる1万人をモブージュとフィリップヴィルの間に出すことができた。左翼のアントワーヌ・ニコラ・コリエ率いる1万人はカッセルに陣地を構え、さらに5千人がノマン、オルシー、アノンにいた。ダンピエールの本軍3万はファマールにおり、アンザンにも軍が配置された。
ダンピエールにとって、自軍の休息はコンデの放棄に等しく、それが自分の処刑につながる。そのため、フランス軍は5月1日にスヘルデ川左岸、サン＝サウルーヴからサン＝タマン＝ル＝ゾーにかけての同盟軍の前線を攻撃した。ダンピエール率いる中央部が攻撃をしかけ、フランソワ・ジョセフ・ドルーオ・ド・ラマルシェ率いる右翼のアルデンヌ方面軍も前進、左翼のコリエも攻撃した。しかし、フランス軍は統率がとれずばらばらに攻撃したため、歩兵が善戦するも騎兵が右翼を支えられず、やがてフランス軍は2千人と大砲数門を失って全ての攻撃を撃退された（キエヴランの戦い）。

## 戦闘
攻撃は失敗したが、パリの国民公会はダンピエールにコンデを救うよう促した。共和国の生存には戦勝が必要だったため、ダンピエールは派遣議員に圧力をかけられ、再度の攻撃を命じざるをえなかった。今度は両翼への攻撃を緩めて、同盟軍の中央部であるクロワの軍勢に集中攻撃することにした。ダンピエールはフランス軍を率いてアンザンからレムとヴィコワニーを攻撃、5度目の攻撃で陣地を占領した。コリエは特に困難もなくサン＝タマンに前進、さらにコリエの1個師団が同盟軍に気づかれずにスカルプ川を渡河してヴィコワニーの森まで進み、サン＝タマンからヴァランシエンヌへの道近くで防御陣地を急造した。その目的はヴィコワニーからクロワの軍勢に砲撃することと、クロワとクノーベルスドルフの連絡を切断するためであった。
フランス軍にとって、この時点で勝利は近かった。もし道を切断して、ヴィコワニーを占領できたら、同盟軍の中央部は失われることになり、コーブルク公は撤退するしかなくなる。しかし、自軍の前方で戦闘を視察していたヨーク公フレデリックは近衛歩兵連隊の3個大隊をクノーベルスドルフへの加勢としてサン＝タマンの北のニヴェルに派遣した。午後5時、フランス軍がプロイセン軍を圧倒する中、イギリスの近衛歩兵連隊が到着、真っ先に着いたコールドストリームガーズはすぐにクノーベルスドルフに命じられて道路で整列、その先にあった防御工事については知らされていなかったが、続いて森に入ってフランスを押し返した。これはイギリス近衛歩兵連隊とフランス革命軍の間ではじめて戦われた戦闘となった。ラウザー・ペニントン陸軍中佐（Lowther Pennington）率いる近衛歩兵連隊は森に前進してフランス軍を塹壕に押し返したが、森の先まで続くと激しいマスケット銃撃と砲撃に晒された。戦闘の報告によると、「ペニントンは命令がない状況で砲台への攻撃を選んだ。そして、彼が砲台に近づくと、ブドウ弾の詰まった9ポンド砲弾3枚の発射を受けて、我が勇猛な戦友はひどいことに倒れてしまった」。さらに、「大砲4門を輸送してきた、当時近くにいたライト大尉（Wright）はコールドストリームが受けた損害に驚かなかったと述べた。彼らは歩調をそろえて、一直線で森を行進したのだ」という。プロイセン軍の支援がないことに気づくと、近衛歩兵連隊は後退した。しかし、コリエはクノーベルスドルフに援軍が派遣されたことを知ると、再び前進しようとしなかった。
一方、ダンピエールがヴィコワニーへの最後の攻撃を率いている間、大腿を砲弾に直撃され、致命傷を負って船上から担ぎ出された。これにより攻撃は終結、フランスは攻勢を止めて、夜に紛れて撤退した。

## その後
翌朝、クロワとクノーベルスドルフはフランス軍が新しく築いた防御工事に強襲して600人を捕虜にしたが、大砲は夜中に運び出された後であった。ダンピエールは同日に戦闘で負った傷により死亡した。名無しの「近衛歩兵連隊の士官」によると、フランス軍の死傷者は4千人近く、オーストリア軍は500人、プロイセン軍は300人、コールドストリームガーズ連隊は63人だという。ブラウンは連隊の死傷者と行方不明者の合計を73人とした。Fortescueは同盟軍の損害を士官と兵士の合計で800人とし、コールドストリームガーズが森での攻撃で受けた損害は70人以上とした。
イギリス軍の損害により、同盟軍の指揮官の間で不和が生じた。損害の責任は森の先にあった防御陣地をイギリス軍に教えなかったクノーベルスドルフ、支援もないまま進軍したペニントンなど多くの指摘がなされ、事情を知らない近衛歩兵連隊の士官の一部はヨーク公に責任があるとした（ただし、ヨーク公はこのような攻撃は検討したこともなかった）。
ヨーク公は戦闘の報告を用心深く書いて特定の人物に損害の責任を押し付けないようにしたが、ペニントンに過失があると考えたのは明らかだった。ペニントンは性急な性格で知られ、後のヴァランシエンヌ包囲戦での行動はヨーク公に「完全に狂っている」とまで言われた。
ダンピエールの死はフランス軍の指揮を大きく低下させたが、生きていたとしても処刑される見通しが高かった。ダンピエール配下の兵士はダンピエールを称えたが、彼は死後にパリで反逆者として糾弾された。コリエも数か月後に処刑された。フランス軍はファマールとリール近くの陣地まで後退した。コンデは最終的には7月10日に降伏した。
一方、イギリス＝ハノーファー連合軍の増援を受けた同盟軍はヴァランシエンヌの包囲とファマールへの攻撃を計画した。

## 関連文献
- 箕作元八『フランス大革命史 後編』冨山房、1920年、163-164頁。NDLJP:1078956。